# Tropiocolotes wolfgangboehmei
Espèce
Statut de conservation UICN

 DD  : Données insuffisantes
Tropiocolotes wolfgangboehmei est une espèce de geckos de la famille des Gekkonidae.

## Répartition
Cette espèce est endémique d'Arabie saoudite.

## Description
Tropiocolotes wolfgangboehmei mesure jusqu'à 29,4 mm, queue non comprise.

## Étymologie
Cette espèce est nommée en l'honneur de Wolfgang Böhme.

## Publication originale
- Wilms, Shobrak & Wagner, 2010 : A new species of the genus Tropiocolotes from Central Saudi Arabia (Reptilia: Sauria: Gekkonidae). Bonn zoological Bulletin, vol. 57, n. 2, p. 275–280 (texte intégral).